# NGC 326
NGC 326 é uma galáxia elíptica (E) localizada na direcção da constelação de Pisces. Possui uma declinação de +26° 51' 57" e uma ascensão recta de 0 horas, 58 minutos e 22,6 segundos.
A galáxia NGC 326 foi descoberta em 24 de Agosto de 1865 por Heinrich Louis d'Arrest.